# Chikka Benkal, Gangawati
Chikka Benkal là một làng thuộc tehsil Gangawati, huyện Koppal, bang Karnataka, Ấn Độ.